# Język malajski papuaski
Język malajski papuaski (indonez. bahasa Melayu Papua) – język kontaktowy używany w indonezyjskiej części Nowej Gwinei. Służy jako lingua franca w rejonach nadbrzeżnych, a w mniejszym zakresie – na terenach górzystych. Według danych szacunkowych z 2017 roku posługuje się nim 1,1–1,2 mln osób. Bywa rozpatrywany jako język kreolski oparty na malajskim bądź jako odmiana (lub dialekt) języka malajskiego/indonezyjskiego. Malajski papuaski jest najbardziej wysuniętą na wschód formą języka malajskiego, a zarazem najbardziej oddaloną od pierwotnego siedliska języków malajskich .
Przez użytkowników bywa określany różnymi nazwami: bahasa tanah („język domowy”), bahasa santay („język swobodny”), bahasa sehari-hari („język codzienny”), bahasa pasar („język bazarowy”), logat Papua („dialekt papuaski”), Melayu Papua („malajski papuaski”). Jest pozbawiony wsparcia instytucjonalnego czy też jakiejkolwiek formy usankcjonowania. Wielu indonezyjskich Papuasów postrzega go jako odmianę języka indonezyjskiego bądź wręcz nie uznaje jego odrębności od języka narodowego. Poza malajskim papuaskim znany jest potoczny indonezyjski z cechami lokalnymi (opisany jako Papuan Colloquial Indonesian), który ma charakter odmiany pośredniej (mezolektu), tworząc kontinuum z malajskim papuaskim (stanowiącym basilekt) i standardowym indonezyjskim (akrolektem).
W literaturze funkcjonują terminy: Papuan Malay (Melayu Papua), Irian Jaya Malay, Irian Malay (Melayu Irian). W latach 80. i 90. XX w. ukazywały się pewne prace opisujące aspekty tego języka. Lokalni autorzy rozpatrywali go jako dialekt języka indonezyjskiego, lecz już wtedy zwrócono uwagę na jego odrębność. Powstał skrótowy opis dialektu miasta Serui. Pewne nieopublikowane informacje nt. malajskiego papuaskiego zebrał M. Donohue. Pełniejsze opracowanie gramatyczne sporządziła lingwistka Angela Kluge (A grammar of Papuan Malay, 2014, 2017)  .
W piśmie stosuje się alfabet łaciński, aczkolwiek piśmiennictwo jest słabo rozwinięte. Na malajski papuaski przełożono fragmenty Biblii.
Postępująca ekspansja malajskiego przyczynia się do zaniku tradycyjnych języków indonezyjskiej Papui.

## Użycie
Jest szeroko rozpowszechniony jako lingua franca w zachodniej części Nowej Gwinei. Dla niektórych społeczności jest to język ojczysty (pierwszy), a dla innych służy jako środek komunikacji międzyetnicznej. Rozwinął się niezależnie od języka narodowego (bahasa Indonesia), wyprzedzając wpływ państwowości indonezyjskiej. Pierwsze dane nt. malajskiego w regionie Papui pochodzą z XVII w. i zostały zarejestrowane w archipelagu Raja Ampat. Początkowo malajski papuaski kształtował się wskutek interakcji z sułtanatami Tidore i Ternate od XVII do XVIII w., aczkolwiek jedynie w rejonie nadbrzeżnym. Możliwe, że przyjął się na długo przed nadejściem kultury zachodniej i chrześcijaństwa, do czego miałyby doprowadzić kontakty z Ternate i Tidore, wyspami centralnych Moluków – Seram, Geser, Goram (Gorom) i Banda oraz kupcami malajskimi i arabskimi. W XIX w. był używany jako język handlowy, a jego znaczenie umocniło się na początku XX w., za sprawą kolonialnej holenderskiej polityki językowej. Według A. Kluge (2017) początki nasilonej ekspansji malajskiego w regionie – i rozwoju jego miejscowej odmiany – przypadły na końcowe dekady XIX w., co odróżnia malajski papuaski od innych wschodnioindonezyjskich odmian malajskiego, zakorzenionych już w okresie przedeuropejskim.
Dużymi skupiskami jego użytkowników są miasta Jayapura, Sarmi, Merauke, Timika, Fakfak, Sorong i Serui. O ile wykazuje zróżnicowanie regionalne (istnieją dialekty: północnej Papui, Ptasiej Głowy, Serui i południowego wybrzeża), to wszystkie jego odmiany są wzajemnie zrozumiałe. Według A. Kluge (2017) tworzą one wewnętrznie spójny byt językowy, z minimalnymi różnicami w zakresie fonologii i leksyki. Istnieje także Papuan Colloquial Indonesian (PCI), czyli rejestr pośredni między malajskim papuaskim a standardowym indonezyjskim. Rejestr ten jest bliższy standardowi niż miejski dialekt Dżakarty, posługują się nim m.in. mieszkańcy Jayapury. Wypowiedzi niektórych osób, zwłaszcza tych o wyższym wykształceniu, nierzadko zawierają wtrącenia z języka indonezyjskiego. Wprowadzanie elementów języka indonezyjskiego jest częste w domenach komunikacji wyższej – takich jak administracja, polityka, religia czy edukacja – oraz w kontaktach z osobami o wyższym statusie lub spoza lokalnej społeczności. M. Donohue (2003) wskazał na istnienie pewnej formy kontinuum – od lokalnego malajskiego (basilektu), przez formy mieszane aż do języka indonezyjskiego, tłumacząc to zjawisko wielojęzycznością i trwającą ekspansją języka narodowego, a zarazem coraz większym nakładaniem się języka narodowego na istniejące podłoże językowe. W niektórych wsiach w Papui-Nowej Gwinei (m.in. Sko Tiau i Nyao) zachowano starszą odmianę malajskiego, która w pewnym stopniu oparła się wpływom odmian zachodnich.
Standardowy indonezyjski jest nauczany w szkołach i występuje w kontaktach formalnych, służąc jako rejestr wysoki – w opozycji do malajskiego papuaskiego, stanowiącego rejestr niski. Malajski papuaski i indonezyjski współistnieją ze sobą w relacji dyglosji, co oznacza, że są zarezerwowane dla różnych sfer użycia, a ich dobór jest uzależniony od charakteru interakcji, w tym poruszanej tematyki i osoby rozmówcy. Choć malajski papuaski jest pozbawiony statusu oficjalnego, to na poziomie regionalnym pojawia się w niektórych sytuacjach formalnych, a nawet w mediach publicznych. Odgrywa istotną rolę w kontaktach międzyetnicznych, jako że zachodnia Nowa Gwinea jest silnie zróżnicowana językowo. W odróżnieniu od wielu innych społeczności, gdzie język wysoki jest wartościowany wyżej, indonezyjscy Papuasi deklarują stosunkowo pozytywny stosunek do języka niskiego, przynajmniej jeśli chodzi o jego użycie w pewnych kontekstach społecznych. Dla Papuasów malajski papuaski ma przede wszystkim wartość sentymentalną (jako język bliskich kontaktów, mniej zdystansowany, kojarzony z tożsamością papuaską), natomiast z indonezyjskim wiążą oni znaczenie instrumentalne (jest stosowany w edukacji i kojarzony z wyższym statusem społecznym).

## Pochodzenie i cechy
Należy do grupy regionalnych języków malajskich, które rozprzestrzeniły się we wschodniej części archipelagu. Pochodzenie tego języka nie zostało jednak dobrze ustalone. R. S. Roosman (1982) wskazał na jego pokrewieństwo z odmianą wyspy Ambon (Moluki), natomiast P. van Velzen (1995) powiązał dialekt miasta Serui z malajskim wysp Ternate i Tidore (Moluki Północne). R. B. Allen i R. Hayami-Allen (2002) twierdzą, że malajski papuaski wywodzi się z malajskiego Moluków Północnych, podobnie jak inne odmiany ze wschodniej Indonezji. Zdaniem autorów świadczy o tym mnogość zapożyczeń z etnicznego języka ternate, które miałyby zostać odziedziczone ze wspomnianego źródła malajskiego. Według A. Kluge (2017) na jego genezę rzutowały wpływy zarówno odmiany wyspy Ambon, jak i malajskiego z północnych Moluków, jako że do Papui Zachodniej sprowadzano molukańskich nauczycieli, kaznodziejów i pracowników administracji. M. Donohue (2003) scharakteryzował cechy poszczególnych odmian języka, przypisując im różne związki i specyfikę językową. Według tego opisu odmiany północne „wykazują wyraźny wpływ malajskiego miasta Manado bądź malajskiego Moluków Północnych”, a malajski z zachodniej Ptasiej Głowy to „zasadniczo odmiana malajskiego ambońskiego”. Dane nt. wcześniejszych form malajskiego w regionie, sprzed okresu nasilenia kontaktów zewnętrznych (od II poł. XX w.), mają charakter fragmentaryczny, co utrudnia badanie historii języka.
Do charakterystycznych jego cech należą: szyk possessor-possessum w konstrukcjach dzierżawczych (określnik dzierżawczy przed elementem określanym, wykorzystanie łącznika pu/punya), obecność krótkich form zaimków osobowych (np. sa – 1. os. lp., de – 3. os. lp.), użycie kita jako zaimka 1. os. lp. (w zaniku), zredukowana i mało produktywna morfologia (prefiksy: ter-, pe(n)-, ber-), konstrukcje kauzatywne z wykorzystaniem czasowników kasi („dawać”) i biking („robić”), formy przeczenia tida/tra i bukang. Morfosyntaktyka malajskiego papuaskiego znacząco odróżnia go od zachodnich języków malajskich. Najpewniej odzwierciedla wpływy języków lokalnych, którymi posługiwali się pierwsi jego użytkownicy . W malajskim papuaskim zaobserwowano seryjne konstrukcje czasownikowe, które są właściwe dla języków Nowej Gwinei . Z języków lokalnych pochodzi też pewna grupa słownictwa, w tym wyrazy związane z miejscową kulturą. Oprócz tego w malajskim papuaskim występuje szereg różnic fonologicznych względem języka indonezyjskiego (brak pewnych głosek w wygłosie, uproszczenie dyftongów, różne realizacje głoski szwa). Cechy fonologii i semantyki bywają uzależnione od charakteru lokalnych języków. W nietypowej odmianie z regionu Równiny Jezior w ogóle nie występują głoski nosowe.
Według A. Kluge (2017) między regionami występują różnice fonologiczne i słownikowe, ale nie są one na tyle silne, by zakłócać komunikację. Nie dokonano dokładnej klasyfikacji jego dialektów, lecz analiza cech dźwiękowych daje podstawy do wyróżnienia dwóch hipotetycznych odmian: wschodniej i zachodniej. Wcześniej M. Donohue (2003) wyodrębnił cztery regionalne odmiany (północnej Papui, Ptasiej Głowy, Serui i południowego wybrzeża), stwierdzając przy tym, że z pewnością nie chodzi o jednolity wariant języka malajskiego (Papuan Malay), jako że w zależności od regionu występują wpływy różnych obszarów językowych. Pojawiła się wątpliwość, czy można mówić o ich jedności oraz na ile dają się odgraniczyć od pokrewnych odmian z Moluków. Zdaniem A. Kluge, która przeanalizowała lokalną sytuację językową i socjolingwistyczną, jak najbardziej można wydzielić malajski papuaski jako samodzielny byt językowy – spójny wewnętrznie i odrębny od innych języków. Stwierdzono wręcz, że bez wcześniejszej styczności malajski papuaski nie jest wzajemnie zrozumiały z pozostałymi odmianami malajskiego, zwłaszcza zachodnimi (takimi jak język narodowy Indonezji). Równocześnie malajski papuaski jest ważnym składnikiem regionalnej tożsamości etnolingwistycznej.
Malajski papuaski dzieli szereg cech wspólnych z innymi językami malajskimi ze wschodniej Indonezji, ale w opinii A. Kluge analiza podobieństw i różnic pozwala uznać go za odrębną odmianę, o własnym przebiegu rozwoju – i swoistym profilu gramatyki. Świadczą o tym np. formy afiksów (w przypadku malajskiego papuaskiego bliższe formom indonezyjskim) i różnice w ich produktywności, różnice w przydawkowym zastosowaniu zaimków osobowych, a także niejednolity charakter reduplikacji w tych językach. Odmianę z Papui wyróżnia również znaczny wpływ substratu nieaustronezyjskiego, jako że autochtoniczne języki regionu nie są spokrewnione z malajskim. Dokładniejsza klasyfikacja wschodnich języków malajskich pozostaje nierozstrzygnięta. Są często omawiane jako języki kreolskie, lecz nie akceptują tego wszyscy autorzy. Również A. Kluge nie uznaje ich kreolskiego charakteru, skłaniając się ku opinii, że malajski papuaski stanowi niekreolizowaną pochodną niskiego (handlowego) języka malajskiego.
O ile język ten wyraźnie ma rodowód malajski, to nie jest bliżej spokrewniony z językiem indonezyjskim (rozwinął się z osobnego źródła historycznego), toteż nazwa „malajski papuaski” wydaje się bardziej uprawniona niż mówienie o papuaskiej odmianie języka narodowego (Papuan Indonesian). Dodatkowo użycie takiego terminu pozwala odróżnić malajski papuaski od odmiany funkcjonalnie wyższej, stosunkowo bliskiej standardowi narodowemu pod względem cech morfologii, składni i leksyki. Sami użytkownicy niekoniecznie akcentują odrębność malajskiego papuaskiego w sposób konsekwentny, w związku z czym brak powszechnie przyjętego lokalnego określenia na ten język. W nowszych tekstach lingwistycznych stosowany jest termin Papuan Malay/Papua Malay (Melayu Papua) ; starsze określenia to: Irian Jaya Malay, Irian Malay (Melayu Irian) i Irianese Indonesian (bahasa Indonesia dialek Irian) .
E. Visser (2022) traktuje Papuan Malay jako zbiorczy termin odnoszący się do „lokalnych odmian malajskiego używanych na terenie indonezyjskich prowincji Papua i Papua Zachodnia”.

## Zaimki osobowe
Zaimki osobowe w języku malajskim papuaskim, z uwzględnieniem form krótkich i różnych form regionalnych (Donohue 2003 ↓ ; Donohue i Sawaki 2007 ↓ ; Paauw 2009 ↓ ; Fields 2010 ↓ ; Kluge 2017 ↓ ; Visser 2022 ↓ ; Gil 2023 ↓ ):
| 1. os. lp.                   | saya / sa / say[61] kita[46][47] beta[62] | 1. os. lmn.     | kitoran(g) / toran(g)[63] kiton(g) / ton(g)[63] katong[62] kita / ta[45] |
| 2. os. lp.                   | ko / kaw / koe[63] / koi / koya[64]       | 2. os. lmn.     | kamu / kam[45][63] kamorang / kamong[65][66]                             |
| 3. os. lp.                   | dia / de / da / di[63]                    | 3. os. lmn.     | doran(g) / don(g)[63]                                                    |
| 3. os. (obiekty nieożywione) | akan(g)[64][67]                           | akan(g)[64][67] | akan(g)[64][67]                                                          |
Odnotowano też formy liczby podwójnej (Gil 2023 ↓, s. 57–58):
| 1. os. | tendua |
| 2. os. | kamdua |
| 3. os. | dendua |
Konstrukcje dzierżawcze tworzy się poprzez wykorzystanie łącznika punya (również w skróconej formie: pu). Przykładowo: dong punya ruma – „ich dom”, anjing pu ekor – „ogon psa”, de pu temang-temang – „jego/jej przyjaciele”.
M. Donohue i Y. Sawaki odnotowali, że forma kita (w funkcji 1. os. lp.) jest charakterystyczna dla starszych użytkowników języka (i również oni posługują się krótką formą sa – od saya). Forma akan(g) (3. os.), odnoszona do obiektów nieożywionych, występuje w odmianie z Serui czy też w odmianie roboczo nazwanej Northwest Papuan Malay. Zaimek koya (2. os. lp.) to stosunkowo nowa forma, kojarzona w szczególności z miastem Sorong.